# 올림푸스 PEN E-PM2
PEN E-PM2(영어: Olympus PEN E-PM2)은 2012년 11월 출시된 올림푸스의 미러리스 렌즈 교환식 카메라이다. 올림푸스 PEN E-PM1의 후계기이며, 올림푸스 OM-D E-M5의 출시에 맞추어 업그레이드된 새로운 1,605만 화소 CMOS를 탑재하였다. 라인업상 올림푸스 PEN E-PL5의 하위 라인이며, 고정형 LCD, 플라스틱 재질의 사용외에는 차이가 없다.

## 같이 보기
- 마이크로 포서즈 시스템
- 미러리스 카메라